# Yago Santiago
Yago de Santiago Alonso (Vigo, España, 15 de abril de 2003) es un futbolista español que se desempeña como centrocampista en el Elche C. F. de la Segunda División de España.

## Trayectoria
Nacido en Vigo, Santiago se formó en la academia de fútbol del C. D. Areosa a la que ingresó con 5 años, antes de incorporarse a las categorías inferiores del R. C. Celta de Vigo.
En categoría cadete con el conjunto celtista marcó 15 goles durante la temporada 2018-19. Al término de la temporada, firmó por el Tottenham Hotspur F. C.
El 30 de noviembre de 2020, debuta con el equipo sub-23 del Tottenham Hotspur F. C. en la Premier League 2, en un encuentro frente al Leicester City F. C.
Durante la temporada 2022-23, el técnico Antonio Conte convocó a Santiago al entrenamiento del primer equipo de los Spurs, después de impresionar con la selección sub-21. En abril de 2023, firmó un nuevo contrato de dos años con el Tottenham Hotspur F. C. En la misma temporada, disputó 26 partidos en los que marcó 7 goles con el equipo sub-23 de los Spurs en la Premier League 2.
El 28 de diciembre de 2023, sería convocado con el primer equipo para el partido de la Premier League contra el Brighton & Hove Albion F. C., pero no llegó a jugar.
En la temporada 2023-24, disputó 21 partidos en los que marcó 9 goles con el equipo sub-23 de los Spurs en la Premier League 2.
El 30 de julio de 2024, Santiago regresó a España y firmó un contrato con el Elche C. F. de la Segunda División de España.

## Clubes
Actualizado al último partido disputado el 8 de diciembre de 2024.
| Club                           | País       | Año       | Partidos | Goles |
| ------------------------------ | ---------- | --------- | -------- | ----- |
| Tottenham Hotspur F. C. sub-23 | Inglaterra | 2019-2024 | 84       | 18    |
| Elche C. F.                    | España     | 2024-act. | 13       | 2     |